# پل گادرد
پل گادرد (به انگلیسی: Paul Goddard) بازیکن فوتبال زادهٔ ۱۲ اکتبر ۱۹۵۹ اهل کشور انگلستان بود که سابقهٔ بازی در تیم ملی فوتبال انگلستان را در کارنامهٔ خود دارد. وی در تاریخ ۲ ژوئن ۱۹۸۲ تنها بازی ملی خود را در مقابل تیم ملی فوتبال ایسلند انجام داد.
این بازیکن توانسته در این بازی ملی، ۱ گل به ثمر برساند.